# МЛКЕ (медицина)
МЛКЕ метода је мнемонички акроним за четири елемента (мировање, лед, компресија, елевација) који су некада били препоручени за примену у режимима лечења повреда меких ткива. Сматрало се да је то третман прве помоћи, а не лек и да он има  за циљ контролу упале, и да смањеује бол и отока као резултат смањене упале, што помаже у лечењу. Протокол се често користио за лечење уганућа, истегнућа, посекотина, модрица и других сличних повреда.

## Индикације
МЛКЕ метода се користи као први третман за многа стања у меким ткивима:
- истегнуће мишића,
- угануће лигамената
- модрице
- повреде меких ткива.

МЛКЕ метод се користи одмах након повреде и првих 24 до 48 сати након повреде. Одмор, лед, компресија и елевација могу помоћи у смањењу отока, болова и бржем  оздрављењу.

## Четири корака у терапији МЛКЕ
| Кораци     | Опис |
| ---------- | --- |
| Мировање   | Мировање је неопходан да би се убрзало зарастање руптуре и смањила могућност поновне повреде. Након повреде мишића, костију или зглобова, потребно је мировање престанак редовних активности како би се омогућило телу да излечи повреду. Мировање повређеног дела тела требало би да траје све док се не повуку болови током употребе или притиска на поврежени део тела. Мировање повређеног дела тела требало би да траје најмање 1 до 2 дана. |
| Лед        | Лед помаже у контроли отока и упале око повређеног подручја. Дејство леда се заснима на вазоконстрикцији крвних судова која смањује проток крви до места повреде. Лед треба ставити на повреду што је пре могуће и користити га што је чешће могуће током прва 1 до 2 дана након повреде. Рано стављање леда обично помаже да се повреда брже зацели. Лед стављати претходно умотан у пластичну врећицу и пешкир, а никако директно на кожу. Ако лед није доступан, користите врећицу смрзнутог поврћа као што су грашак, кукуруз. или боцу хладне воде, претходно умотану у пешкир. Оставите лед да делује 15 до 20 минута, а затим га уклоните на 15 до 20 минута како би се подручје могло загрејати на собну температуру. Поступак се може понављати више пута у току дана. Никада не држати лед на истом месту дуже од 20 минута. |
| Компресија | Компресија се постиже замотавањем напетог подручје меким завојем, еластичним завојем, траком за тренги или евентуално комад одеће, да би се смањила даља дијапедеза и подстакла лимфна дренажа. Компресија помаже у ограничавању отока на повређеном подручју и пружа додатну подршку повређеном подручју. Пазити да се повеска не везује превише чврсто. Превише чврсто стављање може прекинути доток крви у то подручје. |
| Елевација  | Елевација је још један начин да се смањи оток коришћењем гравитације. Елевација је заснована на држању отеченог подручје што је могуће ближе нивоу срца како би се подстакао повратак венске крви у системску циркулацију. Ако пацијент не можете да подигнете повређени део тела изнад нивоа срца, требало би да барем та отечени део тела држите паралелно са тлом. |

## Супротстављени ставови
Мнемотехнику је увео др Габе Миркин 1978. године.  После извесног времена метода се све мање примењивала. Подршка овој методи  и њена примена враћена је 2014. године након што се сазнало за улогу упале у процесу зарастања меких ткива.
Метода поново губи на значају за лечење повреде меких ткива (како је то описао др Миркин) и више се не препоручује, јер нема довољно доказа због недостатка истраживања о ефикасности методе у промоцији зарастања меких ткива. У ствари, показало се да многе компоненте овог протокола ометају или одлажу зарастање инхибирањем санације упале. Иако лед, компресија и елевација могу имати улогу у смањењу отока и бола, није доказано да помажу у лечењу повреде.
Иако постоје различите варијације протокола, које имају додатне заштитне радње, и ове варијације на сличан начин немају довољно доказа да би се широко препоручиле.
Уместо ове методе данас се препоручује рана рехабилитација у режимима лечења повреда меких ткива.